# Mårten Sandén
Mårten Sandén (ur. 1962 w Sztokholmie) – szwedzki autor książek dla dzieci.
W Polsce nakładem Wydawnictwa Zakamarki w 2016 roku ukazała się jego książka Święta dzieci z dachów (tyt. oryg. Skorstensjul, 2015) z ilustracjami Liny Bodén i w tłumaczeniu Agnieszki Stróżyk.